# Milavac
Milavac (en serbe cyrillique : Милавац) est un village de Serbie situé dans la municipalité de Ljig, district de Kolubara. Au recensement de 2011, il comptait 209 habitants.

## Démographie

### Évolution historique de la population
| 1948 | 1953 | 1961 | 1971 | 1981 | 1991 | 2002 | 2011 |
| ---- | ---- | ---- | ---- | ---- | ---- | ---- | ---- |
| 341  | 330  | 316  | 397  | 361  | 248  | 223  | 209  |

|  |